# Sciurus gilvigularis
La ardilla de cuello amarillo (Sciurus gilvigularis) es una especie de roedor de la familia Sciuridae.

## Distribución geográfica
Se encuentra en Brasil, Guayana y Venezuela. 